# Fizz (cóctel)
Fizz (/ˈfɪz/) es una familia de cócteles que se caracterizan por ser efervescentes (ya que incluyen agua carbonatada u otro líquido gaseoso), y por proveer un sabor cítrico (ácido afrutado) al consumidor, debido a que se le agrega jugo de lima, jugo de limón, jugo de pomelo o jugo de naranja. Los cócteles tipo Fizz se consideran una variante de otra familia de cócteles anterior, los cócteles tipo Sour. El alcohol más usado para su realización es la ginebra, aunque no necesariamente.

## Historia
La primera referencia escrita de fiz se encuentra en el apéndice de la edición de 1876 de Bartender's Guide de Jerry Thomas, que contiene cuatro de esas recetas. La efervescencia se hizo ampliamente popular en Estados Unidos entre 1900 y 1940. Conocida como la especialidad de Nueva Orleans, su ciudad natal, el Gin Fizz fue tan popular que los bares empleaban equipos de camareros que se turnaban para sacudir esta bebida. La demanda de gaseosas se internacionalizó en los años 1950, como lo demuestra su inclusión en el libro de cocina francés que L'Art Culinaire Francais (1950).

## Cócteles tipoFizz

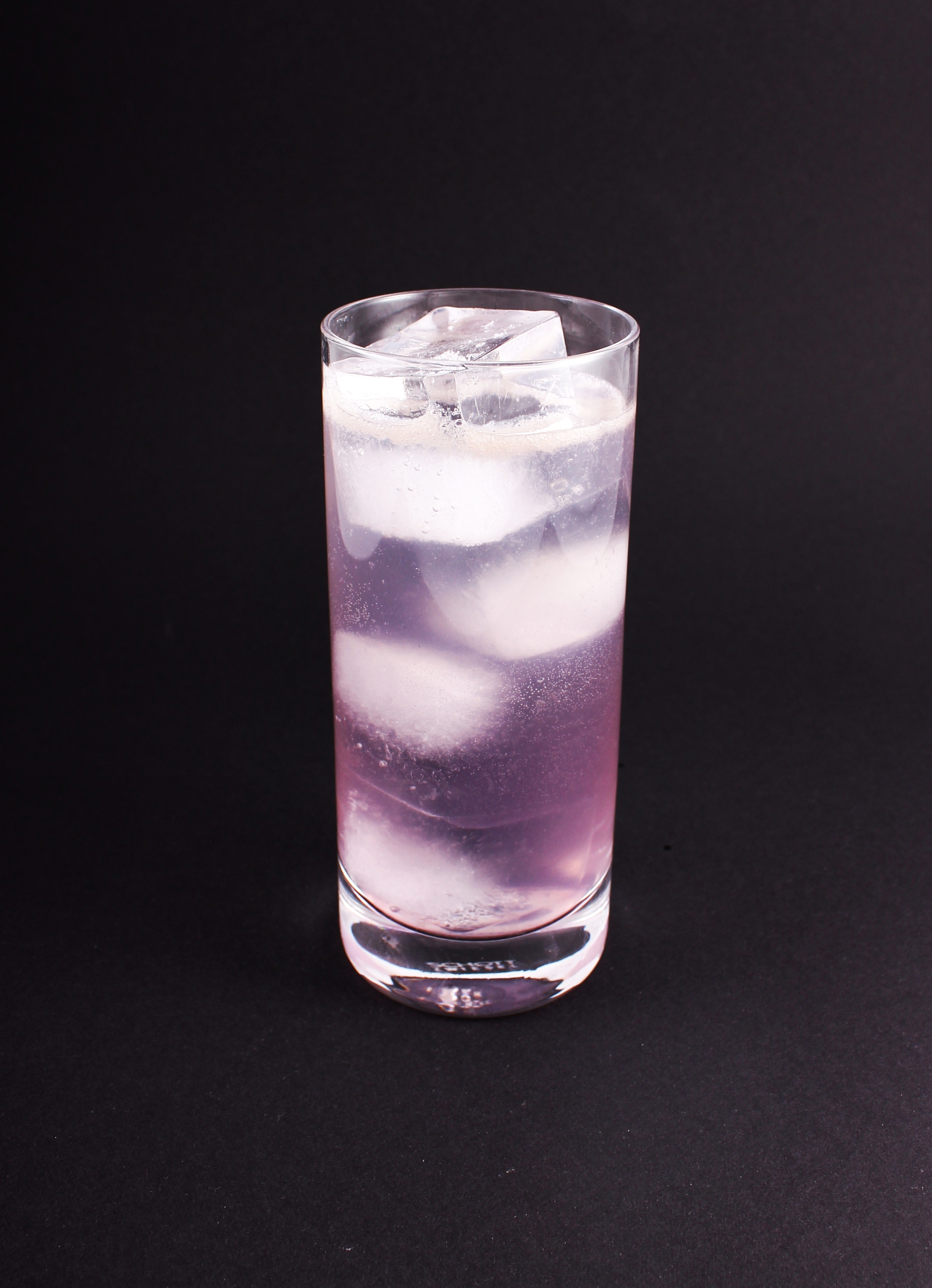
Un Violet Fizz.

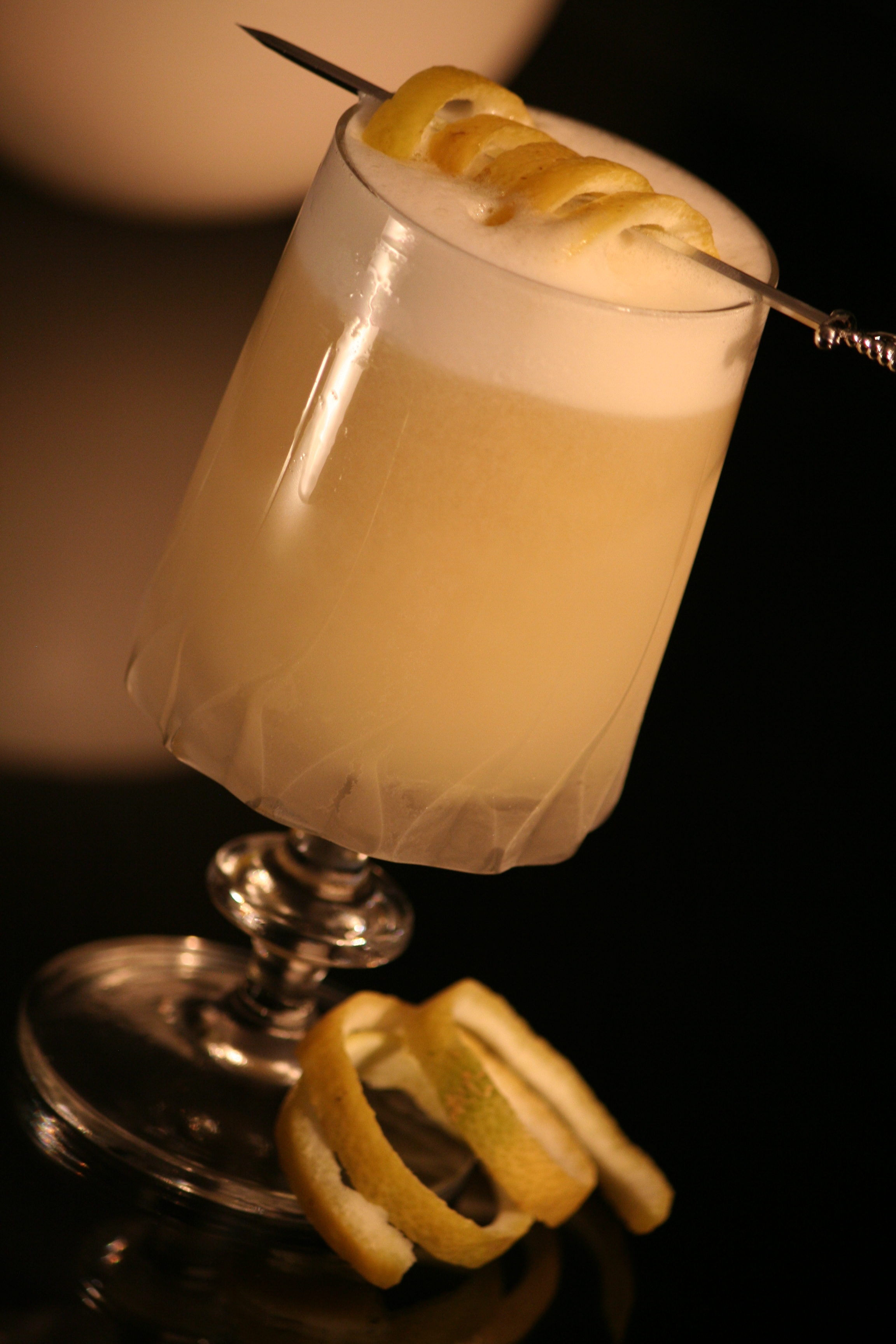
Un Morning Glory Fizz.

- Gin Fizz: se trata del cóctel más conocido de la familia fizz. Contiene ginebra, jugo de limón y azúcar, que se agitan con hielo, se vierten en un vaso y se colma con agua carbonatada.[2] Es similar a un Tom Collins.[3] Variantes del Gin Fizz son:
  - Silver Fizz («Fizz plateado»), añadiendo clara de huevo.
  - Golden Fizz («Fizz dorado»), con yema de huevo.
  - Royal Fizz («Fizz real»), con un huevo entero.
  - Diamond Fizz («Fizz de diamante»), usando vino espumoso en lugar de agua carbonatada, más comúnmente conocido como French 75.
  - Green Fizz («Fizz verde»): añadiendo crema de menta.

- Ramos Fizz o New Orleans Fizz («Fizz Nueva Orleans»): contiene ginebra, jugo de limón, jugo de lima, clara de huevo, azúcar, crema, agua de azahar y agua carbonatada. Se sirve en un gran vaso Collins de 12 a 14 onzas.[4] El agua de flor de naranja y el huevo afectan significativamente el sabor y la textura de un Ramos, en comparación con un gin fizz regular. La clave para hacer este cóctel de huevo es disolver el azúcar antes de agregar hielo; el azúcar actúa como un emulsionante, y él y el alcohol «cocinan» la clara de huevo.[5]

- Sloe Fizz: contiene ginebra de endrina, que es un licor aromatizado con endrino, jugo de toronja o pomelo, jarabe, agua carbonatada y, opcionalmente, clara de huevo.[6] Aunque la receta original está hecha con zumo de pomelo, también existen con zumo de limón.

- Fizz Japonés: se trata de un Gin Fizz normal con un trago de licor de lichi.
- Meyer Lemon Fizz: utiliza limones Meyer, que es más dulce y se le suele agregar jugo de naranja.
- New Orleans "Fiss": 75% de ginebra seca, 25% de crema Yvette, una clara de huevo, ½ cucharada de azúcar glass, 1 cucharada de crema, jugo de naranja, lima y limón[7]
- Fizz de melón: ginebra, jugo de lima, midori y ginger ale.
- Fizz de fresa: ginebra, licor St. Germain, fresas, gaseosa y menta.[8]  Alternativamente, se puede usar jugo de lima en vez de St. Germain.[9]

- Buck's Fizz: variante de la mimosa, que contiene champán, zumo naranja y a veces granadina.
- Chicago Fizz: contiene ron, Oporto, zumo de limón, azúcar y clara de huevo.
- Manhattan cooler: contiene whisky escocés (Scotch), zumo de limón, azúcar, y refresco de lima-limón.
- Fizz rosa o May Blossom Fizz («Fizz floración de mayo»): a base de punsch sueco, zumo de limón, granadina y agua carbonatada.[10][11]
- Fizz violeta: contiene ginebra, jugo de limón, crème de violette, clara de huevo y agua con gas.[12]
- Morning Glory Fizz: whisky escocés (Scotch), absenta, zumo de limón, una clara de huevo, azúcar y agua carbonatada.[13]
- Whiskey Fizz: whisky mezclado (American blend), zumo de limón, azúcar, y refresco de lima-limón.